# Camaldulenzerkerk (Krakau)
De Camaldulenzerkerk (Pools: Kościół Kamedulów) of Onze-Lieve-Vrouw-Hemelvaartkerk (Pools: Kościół Wniebowzięcia Najświętszej Maryi Panny) of Bielany-Kerk (Pools: Kościół na Bielanach) is een kerk gelegen op de Zilveren berg (Pools: Srebrna góra). Het is de kerk van de Orde van Camaldulenzen in de stad Krakau. De kerk heeft kenmerken van de barok en het maniërisme.

## Geschiedenis
De barokke kerk werd in de 17e eeuw ontworpen door de Silezische architect Valatin von Säbisch en is gelegen op de Zilveren berg in het Wolskibos. In 1604 werd de eerste steen gelegd. Deze architect werd in 1610 vervangen door de Zwitserse architect Andrea Spezza. De kerk en het nabijgelegen klooster werden gebouwd tussen 1610 en 1630. Bij deze bouw waren ook de kunstenaars Giovanni Battista Falconi en Tommaso Dolabella betrokken. Het interieur van de kerk bevat kunstwerken van Wenaty von Subiaco en Michał Stachowicz. De kerk werd gewijd in 1642. Onder de kerk bevindt zich een crypte waar overleden monniken van het klooster worden bijgezet. Vanaf 1963 is de kerk een basiliek. Sinds de 21e eeuw bevinden zich op de torens van de kloosterkerk waarschuwingslichten, omdat de Luchthaven Kraków-Balice in redelijke nabijheid van het klooster ligt.
Alleen mannen hebben wegens de strenge geloften van de monniken op reguliere zondagen, tijdens de mis toegang. Vrouwen mogen de kerk alleen op bijzondere feestdagen betreden.